# Embalse de Arenós
El embalse de Arenós (también conocido como embalse de Arenoso o de Campos e inicialmente como presa de Montanejos) se sitúa en los municipios de Montanejos y la Puebla de Arenoso, en el transcurso del río Mijares (en valenciano, riu de Millars) a su paso por la comarca del Alto Mijares, en la Comunidad Valenciana (España).

## Descripción

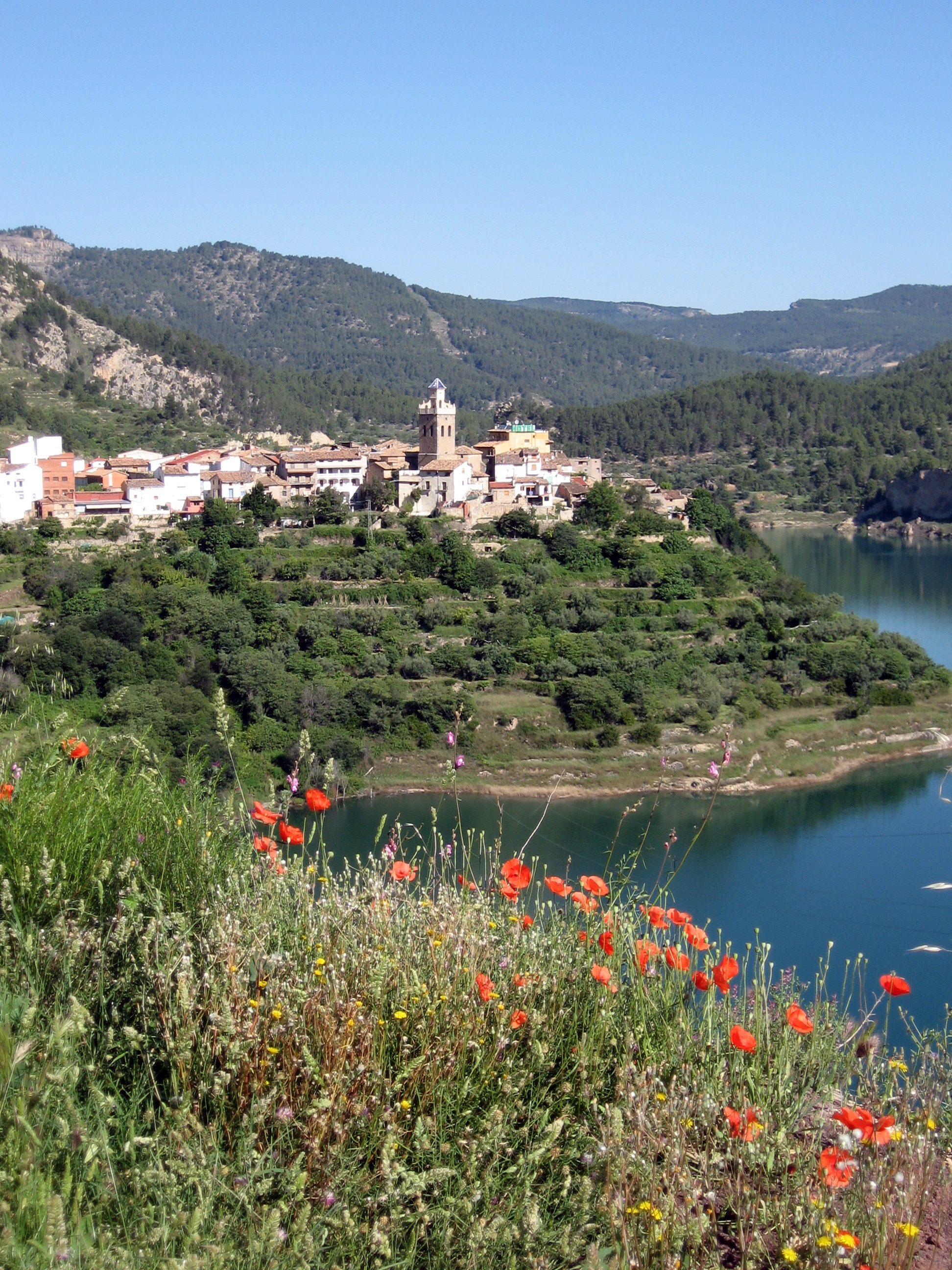
Puebla de Arenoso.

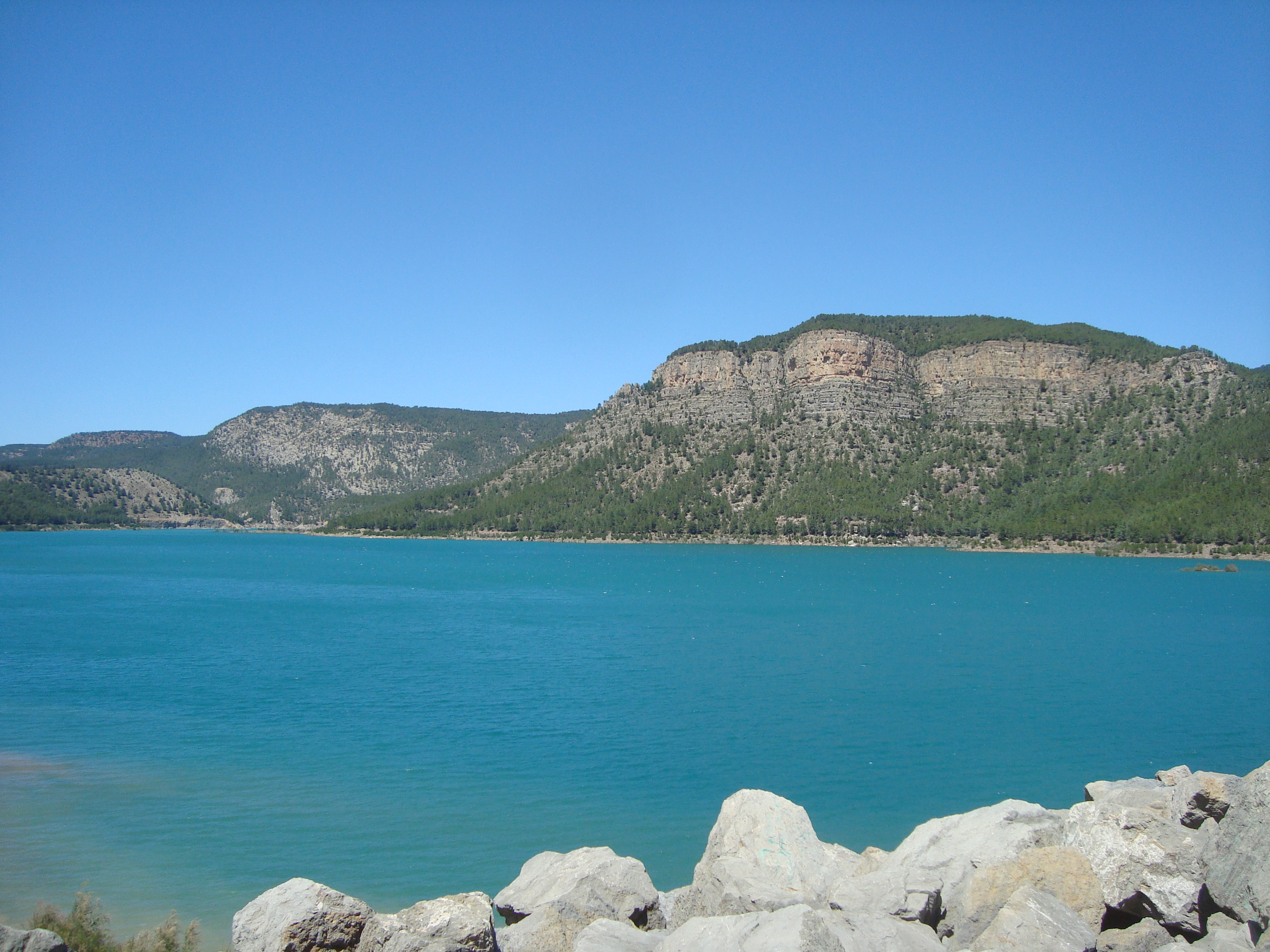
Vista del embalse.

El muro de coronación del embalse se encuentra a 3 km de Montanejos en dirección a la Puebla de Arenoso, (CV-20). 
La presa, de materiales sueltos, fue construida entre 1970 y 1977, en el cauce del río Mijares, sobre una superficie de 418 hectáreas y con una capacidad máxima de 136,9 hm³. La obra fue construida mediante una presa de escollera con núcleo de arcilla, con una altura de 109 metros y alrededor de 500 m de grosor en su base y una longitud en coronación de 428 m. 
Se construyó para regular los caudales del río Mijares y el riego, con la finalidad principal de abastecer para el regadío 27 000 ha de terrenos cultivables en las comarcas de La Plana de Castellón. 
Esta presa pertenece a la Confederación Hidrográfica del Júcar.

## Marco histórico
Bajo sus aguas se encuentran el desaparecido municipio de Campos de Arenoso con su aldea del Romeral y tres barrios de la Puebla de Arenoso: la Rambla Alta, Los Arcos de Arriba y Los Arcos de Abajo. También la aldea de Torcas, la Masadica y las Viñas Viejas.
El B.O.P. del 24 de septiembre de 1966, publicó la aprobación del Proyecto de construcción del embalse. En abril de 1970 se iniciaron las obras y el 15 de julio de 1977 se produjo el desalojo de los últimos vecinos. El pueblo desapareció, pero el entorno sigue vivo en parajes como el Morrón, la Peña Redonda, en el Majadal se halla la ermita y un osario como memorial póstumo, la Cueva Roya o la Fuente del Hontanar.